# 桜川東子シリーズ
『桜川東子シリーズ』（さくらがわはるこシリーズ）は、日本の推理作家である鯨統一郎の推理小説シリーズ。
渋谷区にある日本酒バー〈森へ抜ける道〉で、常連の工藤と山内、そしてマスターの通称「厄年トリオ」は未解決事件の話に花を咲かせている。そこへ、金曜日に日本酒好きのメルヘンを専攻する女子大生・桜川東子が現れ、聞いた話をもとに、童話・民話に隠された謎に絡めて難事件を解決する推理小説シリーズである。

## 主な登場人物
桜川東子
シリーズ第1作目では聖シルビア女学院大学、2作目以降は大学院でメルヘンを専攻している美貌の女子大生。日本酒好き。
阪東いるか
シリーズ第4作目から登場。歌舞伎ファンのOLで、バー〈森へ抜ける道〉に客として訪れ、後にアルバイトとして働くことになる。通称「いるかちゃん」。
工藤
シリーズ第1作目では神南署の刑事。2作目以降は私立探偵。いつもバーに未解決事件の話を持ち込む。
山内
犯罪心理学者。
マスター(島)
日本酒バー〈森へ抜ける道〉のマスター。
植田
警視庁刑事。第6作に登場。
渡辺みさと
警視庁刑事。植田の部下。第6作第2話から登場。

## シリーズ作品

### 『九つの殺人メルヘン』
渋谷区にある日本酒バー〈森へ抜ける道〉。常連客である刑事の工藤と犯罪心理学者の山内、そして店のマスターの「厄年トリオ」が顔を合わせる金曜日の夜、メルヘンを専攻する女子大生・桜川東子が店を訪れ、未解決事件の話を聞きながらグリム童話の新解釈になぞらえて容疑者の強固なアリバイを崩していく。全9話。
本作は、有栖川有栖の「アリバイ講義」における、「アリバイトリックの9つの分類」に対応する9つの短編を著したものである。 
収録作
- 第一話 ヘンゼルとグレーテル
- 第二話 赤ずきん
- 第三話 ブレーメンの音楽隊
- 第四話 シンデレラ
- 第五話 白雪姫
- 第六話 長靴をはいた猫
- 第七話 いばら姫
- 第八話 狼と七匹の子ヤギ
- 第九話 小人の靴屋

書誌情報
- 2001年6月1日、カッパ・ノベルス、ISBN 4334074308
- 2004年6月11日、光文社文庫、ISBN 4334736939

### 『浦島太郎の真相 ‐恐ろしい八つの昔話』
工藤と山内、店のマスター・島の「ヤクドシトリオ」は、私立探偵となった工藤が持ち込んだ謎が解けない殺人事件の話に花を咲かせている。そこへ、大学院生となった桜川東子が現れ、日本のお伽噺になぞらえて鮮やかな推理を展開する。全8話。
収録作
- 浦島太郎の真相
- 桃太郎の真相
- カチカチ山の真相
- さるかに合戦の真相
- 一寸法師の真相
- 舌切り雀の真相
- こぶとり爺さんの真相
- 花咲爺の真相

書誌情報
- 2007年5月19日、カッパ・ノベルス、ISBN 9784334076542
- 2010年2月9日、光文社文庫、ISBN 9784334747251

### 『今宵、バーで謎解きを』
酒を楽しみながら馬鹿話と世間を賑わせている未解決殺人事件の顛末を語る「ヤクドシトリオ」のもとへ桜川東子が現れ、ギリシャ神話の新解釈で数々の難事件を解き明かす。全7話。
収録作
- 第一話 ゼウスの末裔たち
- 第二話 アリアドネの糸
- 第三話 トロイアの贈り物
- 第四話 ヘラクレスの棺
- 第五話 メデューサの呪い
- 第六話 スピンクスの問い
- 第七話 パンドラの真実

書誌情報
- 2010年4月20日、カッパ・ノベルス、ISBN 9784334076948
- 2013年1月10日、光文社文庫、ISBN 9784334765200

### 『笑う娘道成寺 女子大生桜川東子の推理』
バーにアルバイトとして入った歌舞伎好きの阪東いるか、そしてお馴染みの「ヤクドシトリオ」と桜川東子は往年の銀幕スターへの思慕と、巷を賑わす未解決事件に花を咲かせていた。いるかが事件を歌舞伎の類似点を指摘すると、すかさず東子が新解釈で名推理を披露する。全6話。
収録作
- 第一話 笑う女殺油地獄
- 第二話 笑う曽根崎心中
- 第三話 笑う白波五人男
- 第四話 笑う勧進帳
- 第五話 笑う忠臣蔵
- 第六話 笑う娘道成寺

書誌情報
- 2012年5月18日、光文社、ISBN 9784334928261
- 【改題】『笑う忠臣蔵 女子大生桜川東子の推理』、2014年11月12日、光文社文庫、ISBN 9784334768263

### 『オペラ座の美女 女子大生桜川東子の推理』
「ヤクドシトリオ」と、最近ビールに凝り始めた阪東いるかは、桜川東子を交えて、いつものごとく未解決事件の話題をする。いるかが歌舞伎を極めるために観るようになったオペラの演目に見立てて東子が謎を解く。全5話。
収録作
- カルメンと殴殺
- 椿姫と毒殺
- 蝶々夫人と刺殺
- フィガロの結婚の悩殺
- サロメと絞殺

書誌情報
- 2014年8月19日、光文社、ISBN 9784334929596
- 2016年12月8日、光文社文庫、ISBN 978-4-334-77396-0

### 『ベルサイユの秘密 女子大生桜川東子の推理』
宝塚歌劇の見立てで未解決事件の話題をする。全4話。
収録作
- ベルサイユの秘密
- あかねさす男と女
- 金と共に去りぬ
- エリザベートの恨み

書誌情報
- 2016年8月17日、光文社、ISBN 9784334911140
- 2019年6月20日、光文社文庫、ISBN 978-4-334-77864-4

### 『銀幕のメッセージ 女子大生桜川東子の推理』
書誌情報
- 2018年7月19日、光文社、ISBN 978-4334912307